# Dan Hoerner
Dan Hoerner (ur. 13 maja 1969) – amerykański muzyk rockowy oraz pisarz. Był członkiem zespołu Sunny Day Real Estate, gdzie grał najpierw na basie, a później na gitarze. Po rozpadzie zespołu nie dołączył do żadnej innej grupy w przeciwieństwie do pozostałych członków Sunny Day Real Estate. Zaszył się na swojej farmie w Waszyngtonie. Napisał książkę The Little Monkey Chronicles skierowaną głównie do dzieci. 